# 小行星3359
小行星3359（英語：3359 Purcari）是一颗围绕太阳公转的小行星。1978年9月13日，尼古拉·切爾尼赫在克里米亚发现了此天体。
这颗小行星的绝对星等为43.31011991394582等。